# Davit Lomaia
 David Lomaia  (nascido em 18 de Maio de 1985) é um futebolista Georgiano que joga atualmente para o FC WIT Georgia.